# Valerio Pinton
Valerio Pinton (Padua, 14 de febrero de 1978) es un deportista italiano que compitió en remo.
Ganó una medalla de plata en el Campeonato Mundial de Remo de 2005, en la prueba de ocho con timonel. Participó en dos Juegos Olímpicos de Verano, ocupando el cuarto lugar en Sídney 2000 y el séptimo en Atenas 2004, en el ocho con timonel.

## Palmarés internacional
| Campeonato Mundial | Campeonato Mundial | Campeonato Mundial | Campeonato Mundial |
| Año                | Lugar              | Medalla            | Prueba             |
| ------------------ | ------------------ | ------------------ | ------------------ |
| 2005               | Kaizu (Japón)      | Medalla de plata   | Ocho con timonel   |